# Ban Therd Thai
Ban Therd Thai (Vroeger: Ban Hin Taek) is een plaats in de amphoe Mae Fa Luang in Thailand. De plaats was vroeger de hoofdstad van het opiumrijk van Khum Sa. In 1983 werd Khum Sa verdreven en werd het dorp omgedoopt tot Ban Therd Thai. Hierna werd in de plaats een school, een ziekenhuis en een markt gemaakt.

## Bron
- Rough Guide Thailand (blz. 412), ISBN 978 90 475 1233 2